# Herculaneum
Herculaneum /hɜːrkjʊˈleɪniəm/ (tiếng Ý: Ercolano) là một thành phố cổ xưa ngày nay là đô thị Ercolano, ở Campania, Ý. Thành phố đã bị phá hủy và bị chôn vùi dưới lớp tro đá núi lửa và trong vụ phun trào của núi Vesuvius vào năm 79.
Giống như thành phố Pompeii gần đó, Herculaneum nổi tiếng là một trong số ít thành phố cổ được bảo tồn vẫn còn giữ lại được nhiều nét nguyên vẹn, không bị bồi đắp, chỉnh sửa. Lớp tro dày bao phủ nó cũng giúp bảo vệ nó chống lại nạn cướp bóc và các yếu tố ngoại cảnh khác. Không giống như Pompeii, vật liệu chủ yếu là đá mạt vụn núi lửa bao phủ Herculaneum carbon hóa và bảo quản nhiều vật dụng bằng gỗ hơn như mái nhà, giường và cửa, cũng như các vật liệu có nguồn gốc hữu cơ khác như thực phẩm và giấy cói.
Câu chuyện truyền miệng nói rằng thành phố đã được khám phá lại một cách tình cờ vào năm 1709 trong quá trình đào giếng. Tuy nhiên, tàn tích của thành phố đã được tìm thấy trong quá trình đào đắp trước đó. Trong những năm đầu tiên sau khi được tái phát hiện, các đường hầm đã được đào bởi những người săn tìm kho báu và nhiều hiện vật đã bị di dời mà không được sự cho phép. Các cuộc khai quật thường xuyên bắt đầu vào năm 1738, và đã tiếp tục kể từ đó, mặc dù không liên tục. Ngày nay, chỉ một phần của địa điểm cổ đại đã được khai quật, và sự chú ý đã chuyển sang việc bảo tồn các phần đã được khai quật của thành phố, thay vì tập trung vào việc khám phá thêm các khu vực khác.
Mặc dù nó nhỏ hơn Pompeii, Herculaneum lại là một thành phố giàu có hơn. Đây là một nơi nghỉ dưỡng ven biển phổ biến cho giới thượng lưu La Mã, điều này được phản ánh qua mật độ dày đặc của những ngôi nhà lớn và sang trọng, ví dụ như việc sử dụng đá cẩm thạch có màu sắc xa hoa hơn nhiều. Các công trình kiến trúc nổi tiếng của thành phố cổ đại bao gồm biệt thự của Papyri và cái gọi là "nhà thuyền", trong đó có xương của ít nhất 300 người đã được tìm thấy.

## Lịch sử
Truyền thống cổ xưa kết nối Herculaneum với tên của vị anh hùng Hy Lạp Hercules (Hercules trong tiếng Latinh và do đó trong thần thoại La Mã), là một dấu hiệu cho thấy thành phố có nguồn gốc Hy Lạp. Trên thực tế, có vẻ như là một số tổ tiên của các bộ lạc Samnite của đất liền Ý thiết lập nền văn minh đầu tiên trên khu vực của Herculaneum vào cuối thế kỷ thứ 6 trước Công nguyên. Ngay sau đó, thị trấn nằm dưới quyền kiểm soát của Hy Lạp và đã được sử dụng như là một tiền đồn buôn bán vì nó nằm gần vịnh Napli. Người Hy Lạp đặt tên là thành phố Ηρακλείου. Trong thế kỷ thứ 4 trước Công nguyên, Herculaneum một lần nữa nằm dưới sự thống trị của những người Samnite. Thành phố vẫn nằm dưới kiểm soát Samnite cho đến khi nó trở thành một municipium La Mã trong năm 89 trước Công nguyên, khi đã tham gia cuộc chiến tranh xã hội ("chiến tranh của các đồng minh" chống lại La Mã), nó đã bị đánh bại bởi Titus Didius, một người thừa kế của Sulla.
Sau vụ sự phun trào của núi Vesuvius năm 79, thị trấn Herculaneum được chôn vùi dưới khoảng 20 mét bùn và tro. Nó nằm ẩn và gần như còn nguyên vẹn trong hơn 1600 năm cho đến khi nó đã vô tình phát hiện bởi một số công nhân đào giếng năm 1709. Từ đó., quá trình khai quật bắt đầu nhưng vẫn chưa đầy đủ. Ngàynay, các thị trấn Ý của Ercolano và Portici nằm trên gần như trùng với khu vực Herculaneum. Cho đến năm 1969, thị trấn đã được gọi là Resina Ercolano, và nó đổi tên thành Ercolano, hiện đại hóa Ý của tên cổ trong danh dự của thành phố cũ.

Các cư dân thờ cúng Hercules, người được cho là người sáng lập của thị trấn cả và núi Vesuvius. Các vị thần quan trọng khác được thờ bao gồm thần Venus, người được cho là người tình của Hercules, và thần Apollo.

### Vụ phun trào năm 79
Herculaneum và thành phố khác bị ảnh hưởng bởi sự phun trào của núi Vesuvius. Vụ phun trào thảm khốc của núi lửa Vesuvius xảy ra vào chiều ngày 24 tháng 8 năm 79. Vì Vesuvius đã bị không hoạt động trong khoảng 800 năm, thời đó người ta không xem nó là núi lửa. 
Dựa trên các cuộc khai quật khảo cổ học trên một mặt và hai bức thư của Pliny the Younger đến Tacitus sử La Mã, mặt khác, quá trình phun trào núi lửa có thể được tái hiện lại. 